# Морфовар
Морфовар (морфологический вариант) или морфотип — внутривидовая систематическая категория, обозначает штаммы одного вида, отличающиеся своей морфологией. Понятие морфовар тесно связано с явлением диссоциации у прокариот. Механизм этого явления ещё не раскрыт полностью, и вопрос остаётся дискуссионным. Суть явления заключается в том, что при рассеве чистой культуры на твёрдой среде развиваются колонии разной морфологии. В этом случае, микробная популяция гетерогенна не только по морфологи, но и по физиолого-биохимическим и генетическим признакам. Процесс имеет постоянный характер и более высокую частоту (10−4) чем спонтанные мутации. Наиболее часто образуются три морфотипа колоний: R — шероховатые, S — гладкие и M — слизистые.